# Puerto Lirquén
Puerto Lirquén är en hamn i Chile.   Den ligger i Región del Biobío, i den södra delen av landet, 400 km sydväst om huvudstaden Santiago de Chile.